# Chugcreek
Chugcreek è un census-designated place degli Stati Uniti d'America, situato nella Contea di Platte nello stato del Wyoming. Nel censimento del 2000 la popolazione era di 132 abitanti.

## Geografia fisica
Secondo i rilevamenti dell'United States Census Bureau, la località di Chugcreek si estende su una superficie di 5,0 km², tutti occupati da terre.

## Popolazione
Secondo il censimento del 2000, a Chugcreek vivevano 132 persone, ed erano presenti 41 gruppi familiari. La densità di popolazione era di 26,4 ab./km². Nel territorio comunale si trovavano 49 unità edificate. Per quanto riguarda la composizione etnica degli abitanti, il 96,21% era bianco e il 3,79% apparteneva ad altre razze. La popolazione di ogni razza ispanica corrispondeva allo 0,76% degli abitanti.
Per quanto riguarda la suddivisione della popolazione in fasce d'età, il 31,1% era al di sotto dei 18, il 5,3% fra i 18 e i 24, il 26,5% fra i 25 e i 44, il 27,3% fra i 45 ed i 64, mentre infine il 9,8% era al di sopra dei 65 anni di età. L'età media della popolazione era di 41 anni. Per ogni 100 donne residenti vivevano 106,3 uomini.